# Église paroissiale de Loosdorf
L'église paroissiale de Loosdorf (en allemand : Pfarrkirche Loosdorf) est une église paroissiale catholique située dans la commune de Loosdorf et le district de Melk, en Basse-Autriche. Dédiée à saint Laurent, elle est rattachée au doyenné de Melk et au diocèse de Sankt Pölten. Elle est protégée au titre de monument historique.

## Historique
Loosdorf est une paroisse depuis la première moitié du XIIIe siècle.
L'église paroissiale précédente est incendiée pendant le siège de Vienne de 1529 et déconstruite en 1544. Vers 1570, une nouvelle église est construite sous l'administration du seigneur protestant Hans Wilhelm von Losenstein (de). Au deuxième quart du XVIIIe siècle, l'église est remodelée et réarrangée. De 1730 à 1734, Josef Wissgrill (de) érige la tour de l'édifice ; il remodèle aussi la façade ouest. L'intérieur de l'église est ensuite redécoré selon le style baroque.

## Architecture et décoration

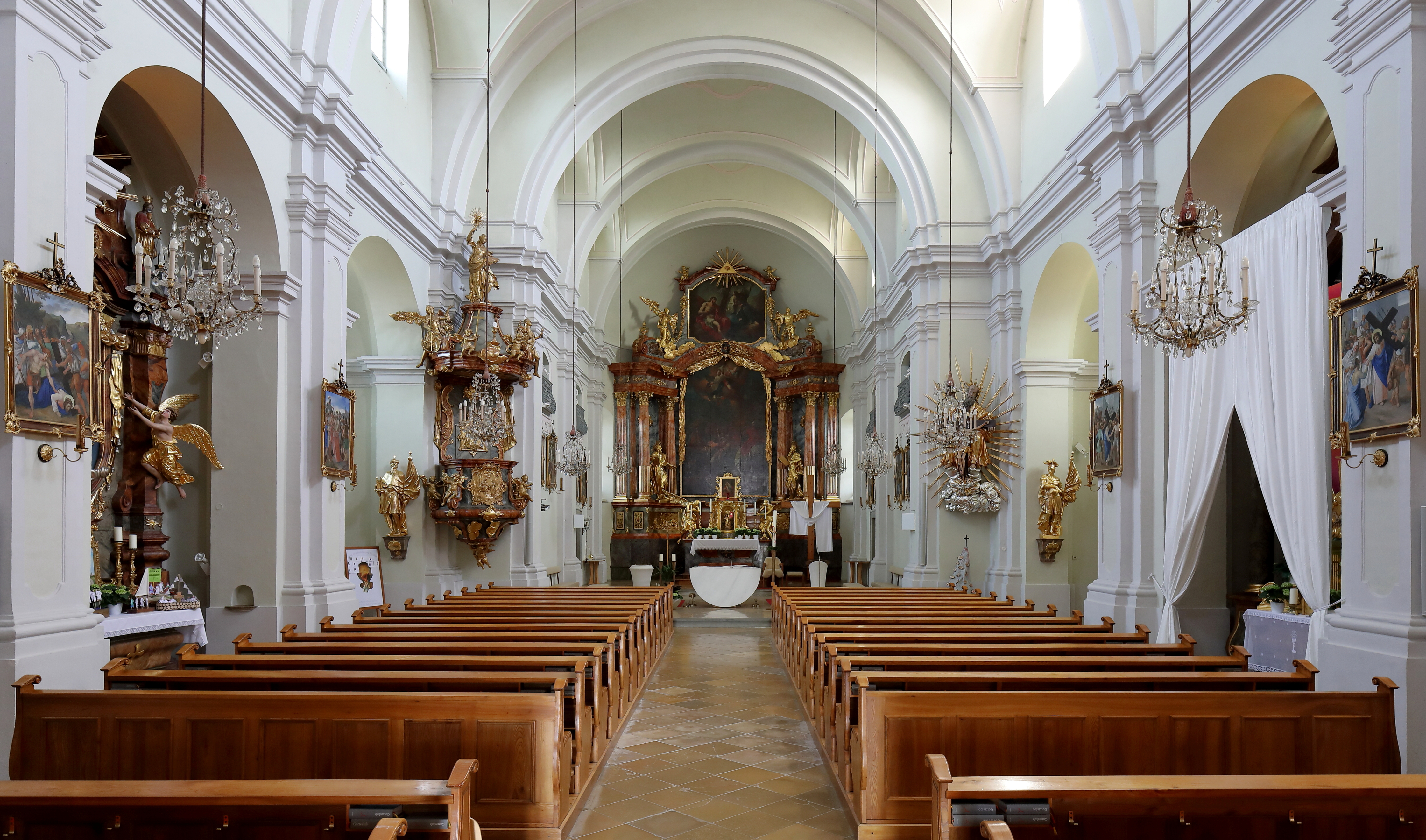
Vue de l'intérieur en direction du maître-autel

Cette église à nef unique est composée d'une nef longue (de) à quatre travées et d'un chœur encastré à deux travées. Son imposante tour, structurée par des pilastres et dont la façade est séparée en trois niveaux, présente un clocher à bulbe surmonté d'une lanterne.
Le seul élément de décoration de l'ancien bâtiment Renaissance qui subsiste aujourd'hui est une peinture du dernier quart du XVIe siècle. L'essentiel de la décoration date de la restructuration de l'église vers 1730, dont notamment maître-autel, les autels secondaires et la chaire à prêcher. Les images du Chemin de Croix présentes sur les deux murs latéraux de la grande nef sont offerts à la paroisse en 1854.
Le maître-autel à colonnes géminées est probablement conçu par l'Italien Antonio Beduzzi. Le tableau d'autel montre le martyre de saint Laurent, tandis que le tableau du chapitre représente la Sainte Trinité. Tous deux sont des œuvres de Paul Troger. Les armoiries entre les deux tableaux rappellent les seigneurs libres de Tinti, patrons de la paroisse de 1762 à 1940.
La chaire à prêcher, faite de bois, est soutenue par des colonnes galbées et surmontée d'un abat-voix. Elle est richement décorée. Ses figures allégoriques représentent la foi, l'espoir et l'amour et ses deux reliefs représentent l'Exode hors d'Égypte et la stigmatisation de saint François.

## Orgue

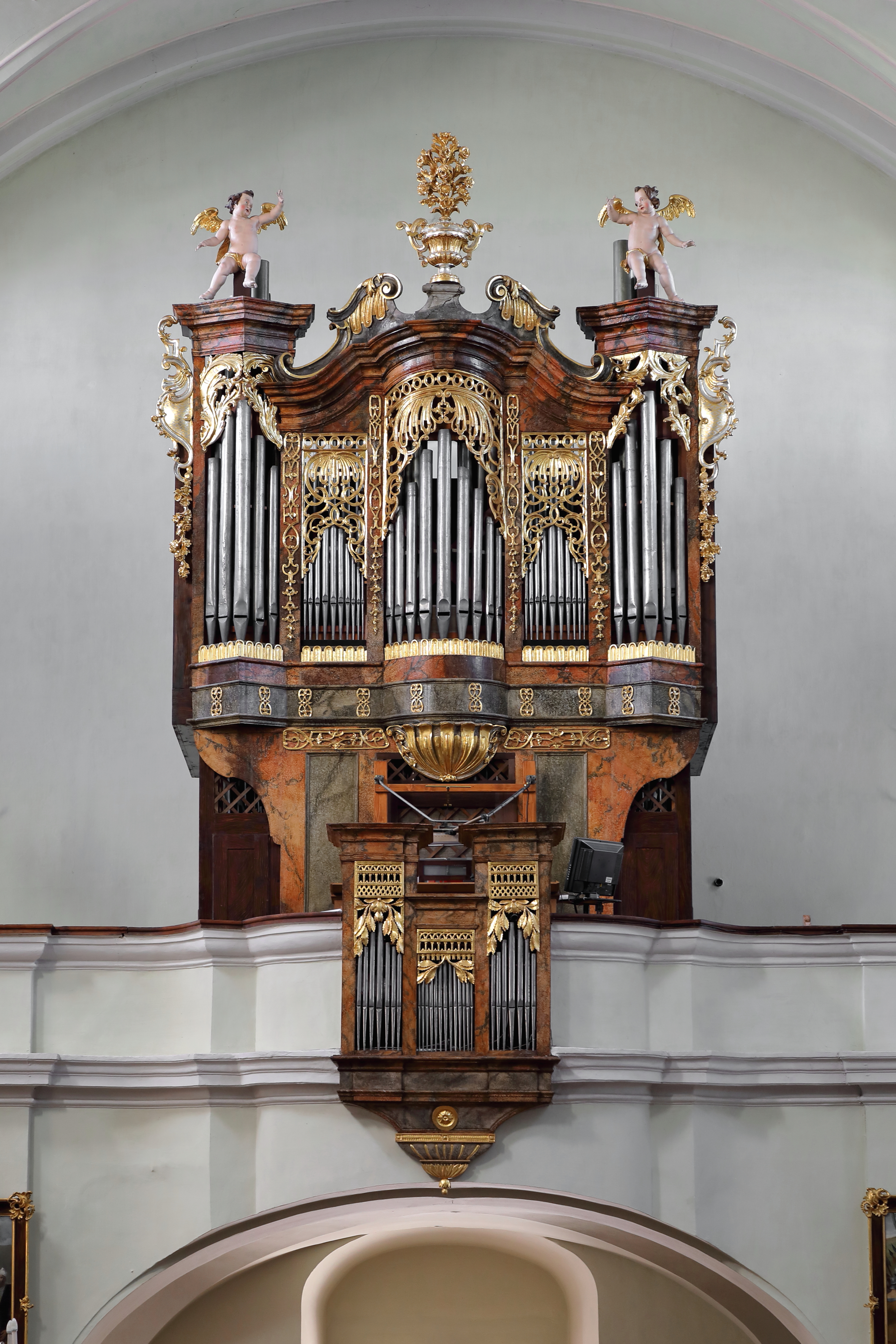
L'orgue de l'église

L'orgue de l'église, doté de deux clavier et de 17 registres, est fabriqué par Konrad Neusser et daté de 1893. Il est relevé en 2012.

## Ossuaire
L'ossuaire de l'église est mentionné par écrit en 1499. Ce bâtiment polygonal en meulière à deux travées est pourvu d'arcs-boutants sous son toit à deux versants, ainsi que de fenêtres en arc brisé. L'ossuaire à proprement parler de trouve au rez-de-chaussée, tandis que l'étage supérieur accueille une chapelle. Le bâtiment est profané avant d'être réhabilité en 1974–75.